# Кнево
Кнево (пол. Kniewo) — село в Польщі, у гміні Вейгерово Вейгеровського повіту Поморського воєводства. Населення — 378 осіб (2011).
У 1975-1998 роках село належало до Гданського воєводства.

## Демографія
Демографічна структура станом на 31 березня 2011 року:
|          | Загалом | Допрацездатний вік | Працездатний вік | Постпрацездатний вік |
| -------- | ------- | ------------------ | ---------------- | -------------------- |
| Чоловіки | 194     | 52                 | 133              | 9                    |
| Жінки    | 184     | 45                 | 116              | 23                   |
| Разом    | 378     | 97                 | 249              | 32                   |